# Mylocheilus caurinus
Mylocheilus caurinus är en fiskart som först beskrevs av Richardson, 1836.  Mylocheilus caurinus ingår i släktet Mylocheilus och familjen karpfiskar. Inga underarter finns listade i Catalogue of Life.